# Metabolarva
Metabolarva – wymarły rodzaj owadów, obejmujący tylko jeden znany gatunek: Metabolarva bella. Pochodzi on z moskowu (pensylwan, karbon). Jego skamieniałość odnaleziono w Piesbergu, w niemieckiej Dolnej Saksonii.
Gatunek i rodzaj opisane zostały w 2013 roku przez Aleksandra Kirejczuka i współpracowników na łamach „Nature”. Jedyny znany okaz uznany został za larwę owada o przeobrażeniu zupełnym (klad skrytoskrzydłych), ale nie przyporządkowano go do żadnego rzędu.
Była to larwa oligopodialna o grubym ciele długości 9,1 mm. Na przedtułowiu miała parę szerokich sklerytów, wąsko oddzielonych wzdłuż linii środkowej. Błoniasty, prawdopodobnie ośmiosegmentowy odwłok zaopatrzony był w płytkę stigmalną z parą przetchlinek oraz cztery pary grubych, rozwidlonych przydatków, osadzonych w dystalnych częściach segmentów przedwierzchołkowych.